# TOPPANエディトリアルコミュニケーションズ
TOPPANエディトリアルコミュニケーションズ株式会社（英: TOPPAN Editorial Communications Co., LTD.、通称：トッパンTEC）は、日本の広告及び企業関連ツール制作会社。TOPPANホールディングス傘下であるTOPPANの完全子会社。

## 企業概要
業務内容は企業広報（コーポレート・コミュニケーション＝CC）ツールの制作に特化した、トッパングループの企画制作プロダクション。企画、編集、デザインの一貫制作体制による国内国外出版物及びWebの制作を手掛け、CSRレポートでは数多くの受賞実績を有し、トップクラスのシェアを維持している。また、その他コンサルティング等も含めた周辺業務も行っている。
社名にある「エディトリアル」の＜エディット＞とは「編集業務」にとどまらない「情報再構成による価値創造」を意味する。
2025年4月1日付で商号を「TOPPANエディトリアルコミュニケーションズ株式会社」に変更。

## 主要業務領域・品目

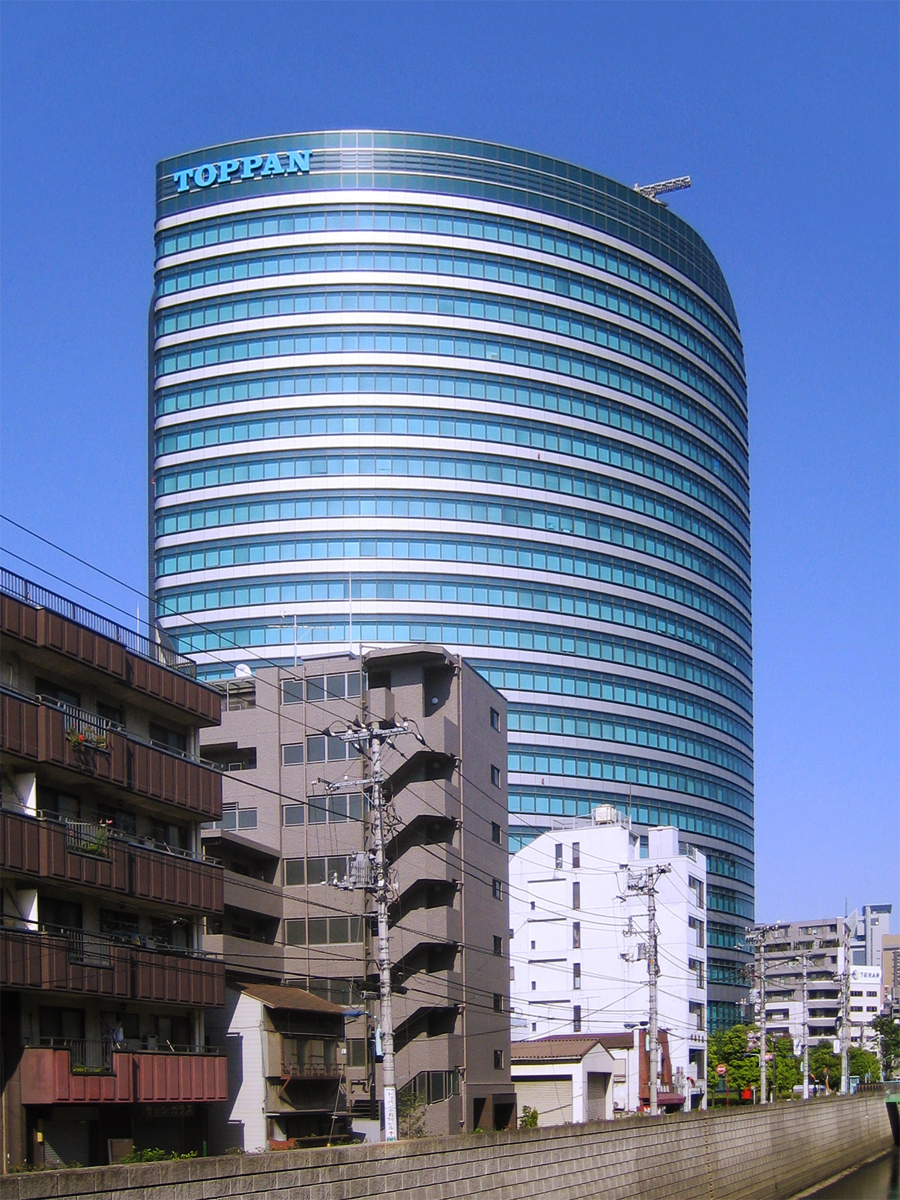
小石川ビル（東京都文京区）。親会社の凸版印刷創立100周年記念事業の一環として。印刷博物館を併設

- Web - コーポレート・サイト／CSR・IR・採用など各種企業情報ページなど
- グローバル - 各国語ツール制作／英文ライティング／グローバル広報支援
- ユニバーサルデザイン - カラー設計・ツール体系・ページ構成・レイアウト、文章表現まで制作のすべての工程でユニバーサルデザイン対応を支援。
- CSR - サステナビリティレポート／CSRレポート／環境報告書
- IR - アニュアルレポート／ディスクロージャー誌／株主通信
- メディカル - 医薬情報誌／学会記録集／薬品使用ガイド
- ガイダンス・ツール - 会社案内／事業案内／入社案内／学校案内
- コーポレート・マガジン - PR誌／会員情報誌／社内報・グループ報
- 各種広報ツール - 社史・年史／企業出版物／企業広告／業務マニュアル

## 主要取引先
凸版印刷ほかトッパングループを介し、あらゆる業態・業種の企業・団体

## 受賞実績
- 第11回環境報告書賞　サステナビリティ報告書賞　公共部門賞「サステナビリティ報告書賞　最優秀賞」
- 第11回環境コミュニケーション大賞「持続可能性報告優秀賞」（地球・人間環境フォーラム理事長賞）
- 2008年度IR優良会社表彰「優良IR賞」（ジャスダック証券取引所）ほか、多数